# Bar Timor
Bar Timor (hebräisch בר טימור; * 2. März 1992 in Haifa) ist ein israelischer Basketballspieler, der zudem die deutsche Staatsangehörigkeit besitzt. Timor wurde 2013 als Entdeckung der Saison der israelischen Ligat ha’Al ausgezeichnet, bevor er ein Jahr in Deutschland bei Alba Berlin in der Basketball-Bundesliga spielte und dort Vizemeister wurde. Er kehrte dann nach Israel zurück.

## Karriere
Timor begann seine Karriere in seiner Heimatstadt bei HaPoel, deren Mannschaft aus Haifa in den 1960er Jahren zu den besseren Mannschaften in Israel zählte und zweimal Vizemeister wurde. Als Aufsteiger aus der dritten Liga Artzit erreichte Hapoel Haifa in der Saison 2009/10 in der zweitklassigen Liga Leumit den vierten Platz. Hapoel Haifa konnte jedoch dieses Niveau nicht halten und zog sich vorerst wieder in die unteren Spielklassen zurück. Timor wechselte daraufhin zum bisherigen Ligakonkurrenten und Tabellenzweiten Hapoel Kirjat Tiw’on in Galiläa. Als Tabellenachter der Saison 2010/11 verlor Kirjat Tiw’on in der Play-off-Viertelfinalserie gegen den Ersten Hapoel aus Tel Aviv, der jedoch die Finalserie um den Aufstieg verlor. Anschließend wurde Bar Timor von Hapoel Tel Aviv verpflichtet, dessen beste Zeiten ebenfalls in den 1960er Jahren mit fünf Meisterschaften, darunter eine 1965 gegen Hapoel Haifa als Vizemeister, lagen. Hapoel Tel Aviv wurde in der Saison 2011/12 erneut Tabellenerster der Liga Leumit und gewann diesmal auch die Play-offs. Somit erreichte die Mannschaft für den Verein den Aufstieg und die Rückkehr in die höchste Spielklasse. Dort erreichte man in der Saison 2012/13 als Achter die Play-offs, in denen man im Viertelfinale gegen den Lokalrivalen und dominierenden israelischen Verein Maccabi Tel Aviv in drei Spielen sieglos blieb. Timor selbst wurde als „Entdeckung der Saison“ ausgezeichnet.
Für die Bundesliga-Saison 2013/14 wurde Timor vom deutschen Erstligisten und mehrfachen Meister Alba Berlin verpflichtet, wobei sich seine von seiner aus Deutschland stammenden Großmutter ererbte deutsche Staatsangehörigkeit vorteilhaft auf die ansonsten beschränkte Einsatzberechtigung in der deutschen Liga auswirkte. In Berlin musste sich Timor erst in der fremden Kultur eingewöhnen und erhielt auch von Trainer Saša Obradović nur wenig Einsatzzeit. Nach Verletzungen und einer notwendigen Operation Ende Februar verlor Timor endgültig den Anschluss. Nach nur vier Einsätzen in der Meisterschaft bis Jahresende 2013 hatte er praktisch keinen Anteil mehr am deutschen Pokalsieg 2014 sowie der Vizemeisterschaft in der Finalserie gegen FC Bayern München und kehrte bereits nach einer Saison in sein Heimatland zurück. Zurück in Israel wurde er von Hapoel Jerusalem unter Vertrag genommen, wo er unter anderem Mannschaftskamerad von Yotam Halperin wurde, der zuvor ebenfalls eine Saison in der deutschen Bundesliga jedoch bei Bayern München gespielt hatte. Hapoel Jerusalem verlor zwar den Staatspokal im Endspiel gegen den vormaligen Triple-Crown-Gewinner Maccabi Tel Aviv, gewann aber die Meisterschaft ungeschlagen in den Play-offs in der Finalserie gegen Hapoel Eilat, nachdem jene Mannschaft zuvor überraschend Maccabi Tel Aviv im Halbfinale in fünf Spielen bezwungen hatte. Im Sommer 2015 erhielt der frühere Jugendauswahlspieler seine ersten Einsätze in der Herren-Auswahl und stand bei der EM-Endrunde 2015 im Aufgebot, als die israelische Nationalmannschaft nach drei Siegen in fünf Vorrundenspielen im Achtelfinale deutlich gegen Italien verlor und ausschied.
Nachdem Bar Timor bei Alba Berlin während des Spieljahres 2013/14 im Eurocup nur wenig Einsatzzeit bekommen hatte und er mit Hapoel Jerusalem im Eurocup in der Saison 2014/15 Gruppenletzter in der Vorrunde geworden war, erreichte er 2015/16 mit Hapoel im Eurocup die Zwischenrunde der besten 32 Mannschaften, in der man jedoch sieglos unter anderem gegen die beiden späteren Halbfinalisten Strasbourg IG und Herbalife Gran Canaria blieb. In der israelischen Meisterschaft schloss er mit Hapoel die Hauptrunde diesmal sogar vor Maccabi Tel Aviv auf dem ersten Platz ab. Nachdem die israelische Liga zum Final-Four-Format zurückgekehrt war, scheiterte die Titelverteidigung für Hapoel dann aber im Endspiel gegen den Überraschungssieger Maccabi Rischon LeZion. Bar Timor erhielt die Auszeichnung als bester Sixth Man oder bester Einwechselspieler der israelischen Liga.
In der darauffolgenden Saison spielte Hapoel Jerusalem im EuroCup zunächst sehr erfolgreich und erreichte als Gruppenerster der Zwischenrunde die Ausscheidungsrunden. Nach dem Erfolg im Viertelfinale über Gran Canaria verlor der Sieger dieses Wettbewerbs von 2004 im Halbfinale gegen den Valencia Basket Club, Rekordgewinner mit drei Titelerfolgen. In Israel verlief die Saison zunächst weniger erfolgreich; nach dem verlorenen Staatspokalfinale gegen Maccabi Tel Aviv wurde man in der Hauptrunde punktgleich vor Maccabi nur Dritter. Im Halbfinale nahm Hapoel Jerusalem dann erfolgreich Revanche gegen Titelverteidiger Rischon LeZion, bevor man im Endspiel gegen Maccabi Haifa die zweite Meisterschaft in drei Jahren gewann. Der offenbar auch von Maccabi Tel Aviv umworbene Timor verlängerte anschließend seinen Vertrag bei Hapoel Jerusalem um weitere drei Jahre. Zunächst versuchte Timor jedoch mit der israelischen Nationalmannschaft, bei der EM-Endrunde 2017 die Gruppenphase vor heimischem Publikum in Tel Aviv zu überstehen, in der man unter anderem auf die deutsche Auswahl traf. Das misslang, Timor und die israelische Auswahl belegten den letzten Gruppenplatz und schieden aus dem EM-Turnier aus.
Timor unterzeichnete am 9. August 2020 einen Vertrag bei Hapoel Tel Aviv. Er wurde dort Mannschaftskapitän. 2025 gewann er mit Hapoel unter Trainer Dimitrios Itoudis den Eurocup.